# Клинар, Цирил
Цирил Клинар (словен. Ciril Klinar, родился 9 мая 1937 года) — югославский словенский хоккеист, левый нападающий.

## Биография
Долгое время выступал в клубе «Акрони Есенице». В составе сборной Югославии играл на зимних Олимпийских играх 1968 года (отличился один раз в матче с Австрией и отдал три голевые передачи в играх с Австрией и Румынией), трёх чемпионатах мира (1961, 1963, 1965). Позже стал известен как тренер клуба «Акрони Есенице».